# El Ele
El Ele was een Vlaamse vrouwenorganisatie ter ondersteuning van Turkse migranten in Gent. Die bestond van 1982 tot 2008.
De vrouwenorganisatie El Ele (Turks voor hand in hand) ontstond in het Rabot en de Brugse Poort. En was mede opgericht door Agnes van Camp die deur aan deur ging als onderwijzer om taallessen, rijlessen, sollicitatietraining en naailessen aan Turkse vrouwen te geven. De organisatie startte een aantal gesubsidieerde projecten zoals ‘speldenprik’ , ‘ouder worden in Vlaanderen’ en een drugswerkgroep opgericht voor moeders.

## Geschiedenis
In 1984 kreeg de organisatie voor het eerst financiële steun van de Vlaamse overheid. In 1985 werd El Ele een VZW met een bestuur van Turkse en Marokkaanse vrouwen. De organisatie kreeg vervolgens in datzelfde jaar een eigen lokaal toegewezen in de Elsstraat.
Langzamerhand breidde de doelgroep van de organisatie zich uit tot Arabisch sprekende vrouwen uit de wijk. In 1990 werd de organisatie erkend als officieel integratiecentrum. De vier Gentse Lokale Integratiecentra (LIC) fuseerden in 1998. Dit samenwerkingsverband verliet El Ele (toen ook bekend als steunpunt Gent west) in 2004. Hierdoor verloor de organisatie toegang tot financiële middelen. In 2007 ontstond er bij het Europees Sociaal Fonds (ESF) een meningsverschil over de uitgaven van El Ele. ESF eiste hierdoor een grote som geld terug. De organisatie ging failliet en stopte in 31 december 2008.